# تيتسويا نيشيو
تيتسويا نيشيو (西尾鉄也 نيشيو تيتسويا) هو رسام أنمي ياباني ولد في 23 يونيو 1968 في محافظة آيتشي.

## أعماله في الأنمي

### مسلسلات أنمي تلفزيونية
- ماروكو الصغيرة (تحريك الرسوم)
- مندوب المبيعات الضاحك (الرسوم المفتاحية)
- ماجيكال تاروروتو-كن (الرسوم المفتاحية)
- يو يو هاكوشو (الرسوم المفتاحية)
- نينكو (تصميم الشخصيات، إخراج الرسوم المتحركة)
- المقاتل النبيل (الرسوم المفتاحية)
- مغامرات فوزان (تحريك الرسوم)
- كاري كانو (الرسوم المفتاحية)
- غريت تيتشر أونيزوكا (الرسوم المفتاحية)
- وايلد آرمز: توايلايت فينوم (الرسوم المفتاحية)
- تيلز أوف إيتيرنيا ذي أنيميشن (الرسوم المفتاحية)
- ناروتو (تصميم الشخصيات)
- ناروتو شيبودن (تصميم الشخصيات، إخراج الرسوم المتحركة)
- بوروتو: ناروتو نكست جينيريشنز (تصميم الشخصيات، إخراج الرسوم المتحركة)
- عميل الهلوسة (الرسوم المفتاحية)
- الفرقة المتنقلة المدرعة: ستاند ألون كومبليكس سكند غيغ (تصميم الشخصيات، إخراج الرسوم المتحركة)
- إيوريكا سفن (الرسوم المفتاحية)
- حجرة أبحاث RD (الرسوم المفتاحية)

### أوفا أنمي
- فولي كولي (الرسوم المفتاحية)
- دوت هاك ليميناليتي (الرسوم المفتاحية)

### أفلام أنمي
- فيلم ناروتو: صدام النينجا في أرض الثلج (تصميم الشخصيات)
- فيلم ناروتو: الأطلال الوهمية في أعماق الأرض (تصميم الشخصيات، إخراج الرسوم المتحركة)
- فيلم ناروتو: ذعر الحيوان في جزيرة هلال القمر (تصميم الشخصيات)
- ناروتو شيبودن: الفيلم (تصميم الشخصيات)
- فيلم ناروتو شيبودن: الروابط (تصميم الشخصيات)
- فيلم ناروتو شيبودن: إرادة النار (تصميم الشخصيات)
- فيلم ناروتو شيبودن: البرج المفقود (تصميم الشخصيات)
- فيلم ناروتو شيبودن: سجن الدم (تصميم الشخصيات)
- ناروتو شيبودن: الطريق إلى النينجا (تصميم الشخصيات)
- الأخير: ناروتو الفيلم (تصميم الشخصيات، إخراج الرسوم المتحركة الرئيسي)
- بوروتو: ناروتو الفيلم (تصميم الشخصيات، إخراج الرسوم المتحركة الرئيسي)

## وصلات خارجية
- تتسيا نيشيو على موقع ميوزك برينز (الإنجليزية)